# Cășeiu (gmina)
Cășeiu – gmina w Rumunii, w okręgu Kluż. Obejmuje miejscowości Cășeiu, Comorâța, Coplean, Custura, Gârbău Dejului, Guga, Leurda, Rugășești, Sălătruc i Urișor. W 2011 roku liczyła 4437 mieszkańców.